# Handbol als Jocs Olímpics d'estiu de 1996
Als Jocs Olímpics d'Estiu de 1996 celebrats a la ciutat d'Atlanta (Estats Units d'Amèrica) es disputaren dues proves d'handbol, una en categoria masculina i una altra en categoria femenina.
La competició se celebrà al Georgia Dome i el Georgia World Congress Center entre els dies 24 de juliol i 4 d'agost de 1996.
Van competir dotze equips masculins i vuit femenins, com a les Olimpíades de Barcelona. En ambdues competicions el títol va ser guanyat per un debutant: Croàcia i Dinamarca, respectivament.
Es van exhaurir totes les entrades de tots els partits masculins al Georgia World Congress Center, i es van ocupar els 35.000 seients del Georgia Dome de la final, xifra que és un rècord olímpic pel que fa als espectadors d'handbol. En els partits femenins, les entrades de tots els partits es van exhaurir.

## Comitès participants
Hi participaren un total de 299 jugadors d'handbol, 182 homes i 117 dones, de 18 comitès nacionals diferents.
| Categoria masculina - Alemanya - Algèria - Brasil - Croàcia - Egipte - Espanya - Estats Units - França - Kuwait - Rússia - Suècia - Suïssa |  | Categoria femenina - Angola - Alemanya - Corea del Sud - Dinamarca - Estats Units - Hongria - Noruega - R.P. de la Xina |

## Resum de medalles[2]
| Prova                   | Or | Argent | Bronze |
| Handbol masculí Detalls | CroàciaPatrik Ćavar · Valner Franković · Slavko Goluža · Bruno Gudelj · Vladimir Jelčić · Božidar Jović · Nenad Kljaić · Venio Losert · Valter Matošević · Zoran Mikulić · Alvaro Načinović · Goran Perkovac · Iztok Puc · Zlatan "Zlatko" Saračević · Irfan Smajlagić · Vladimir Šujster | SuèciaMagnus Andersson · Robert Andersson · Per Carlén · Martin Frändesjö · Erik Hajas · Robert Hedin · Andreas Larsson · Ola Lindgren · Stefan Lövgren · Mats Olsson · Staffan Olsson · Johan Petersson · Tomas Svensson · Tomas Sivertsson · Pierre Thorsson · Magnus Wislander | EspanyaTalant Duyshebaev · Salvador Esquer · Aitor Etxaburu · Jesús Fernández · Jaume Fort · Mateo Garralda · Raúl González · Rafael Guijosa · Fernando Hernández · José Javier Hombrados · Demetrio Lozano · Jordi Núñez · Jesús Olalla · Juan Pérez · Iñaki Urdangarín · Alberto Urdiales |
| Handbol femení Detalls  | DinamarcaAnja Andersen · Camilla Andersen · Kristine Andersen · Heidi Astrup · Tina Bøttzau · Marianne Florman · Conny Hamann · Anja Hansen · Anette Hoffman · Tonje Kjærgaard · Janne Kolling · Susanne Lauritsen · Gitte Madsen · Lene Rantala · Gitte Sunesen · Anne Dorthe Tanderup   | Corea del SudCho Eun-Hee · Han Sun-Hee · Hong Jeong-Ho · Huh Soon-Young · Kim Cheong-Sim · Kim Eun-Mi · Kim Jeong-Mi · Kim Mi-Sim · Kim Rang · Kwag Hye-Jeong · Lee Sang-Eun · Lim O-Kyeong · Moon Hyang-Ja · Oh Sung-Ok · Oh Yong-Ran · Park Jeong-Lim                           | HongriaÉva Erdős · Andrea Farkas · Beáta Hoffmann · Anikó Kántor · Erzsébet Kocsis · Beatrix Kökény · Eszter Mátéfi · Auguszta Mátyás · Anikó Meksz · Anikó Nagy · Helga Németh · Ildikó Pádár · Beáta Siti · Anna Szántó · Katalin Szilágyi · Beatrix Tóth                                 |

## Medaller[1]
| Posició | País          | Or | Argent | Bronze | Total |
| 1       | Croàcia       | 1  | 0      | 0      | 1     |
| 1       | Dinamarca     | 1  | 0      | 0      | 1     |
| 3       | Corea del Sud | 0  | 1      | 0      | 1     |
| 3       | Suècia        | 0  | 1      | 0      | 1     |
| 5       | Espanya       | 0  | 0      | 1      | 1     |
| 5       | Hongria       | 0  | 0      | 1      | 1     |